# مسافرخانه ششمین خوشبختی
مسافرخانهٔ ششمین خوشبختی (به انگلیسی: The Inn of the Sixth Happiness) فیلمی رنگی محصول سال ۱۹۵۸ میلادی فاکس قرن بیستم است. این فیلم بر اساس داستان واقعی زندگی گلادیس آیلوارد، مستخدمی سرسخت اهل بریتانیا می‌باشد که در دوران به هم ریخته و ملتهب جنگ جهانی دوم به عنوان مبلغ مذهبی وارد کشور چین می‌شود. این فیلم توسط مارک رابسون کارگردانی شده‌است که نامزد دریافت جایزه اسکار بهترین کارگردانی شد، از ستارگان فیلم می‌توان به اینگرید برگمان در نقش آیلوارد و کورد یورگنس در نقش معشوق او کلنل لین نان، رابرت دونات در نقش افسر چینی که پدری هلندی دارد، اشاره کرد. رابرت قبل از انتشار فیلم درگذشت. آهنگسازی فیلم بر عهدهٔ مالکوم آرنولد و کار فیلمبرداری آنرا فردی یانگ انجام داده‌است.
این فیلم در اسنودونیا، ولز شمالی فیلمبرداری شده‌است.